# Alfred Jodl
Alfred Jodl, nemški general, * 10. maj 1890, Würzburg, † 16. oktober 1946, Nürnberg.

## Zgodnje življenje
Alfred Jodl je bil rojen zunaj zakonske zveze, sin Alfred Josefa Ferdinanda Baumgärtler v Würzburgu v Nemčiji.
Šolal se je na kadetski šoli v Münchnu, kjer je diplomiral leta 1910 . 
Po šolanju, se je Jodl pridružil vojski kot častnik topništva. Med prvo svetovno vojno je služil kot častnik baterije, pri čemer je bil dvakrat ranjen.
Leta 1917 je Jodl kratko služil na vzhodni fronti , preden se vrne na zahodno kot častnik osebja.

## Zasebno življenje
Jodl je bil poročen z Irmo Gräfin von Bullion, ki je v Königsbergu spomladi leta 1944 zaradi pljučnice, nastale po večji operaciji hrbtenice, umrla.
Novembra 1944 se je Jodl poročil z Luise von Benda, družinsko prijateljico.

## Druga svetovna vojna
Imenovanje Jodla kot poveljnika, v zadnjih dneh Weimarske republike, imenoval ga je general Ludwig Beck, ki je priznal Jodla kot »človeka iz prihodnosti«. Septembra 1939 je Jodl prvič srečal Adolfa Hitlerja.
Kasneje ga je Hitler izbral za novega načelnika operativnega štaba novoustanovljene OKW. Jodl je nato deloval kot načelnik štaba med hitro okupacijo Danske in Norveške. V bitki za Britanijo je bil Jodl optimističen glede uspeha Nemčije nad Združenim kraljestvom, tako je 30. junija 1940 v časopisu pisalo: »nemška zmaga nad Anglijo je le še vprašanje časa«.
Leta 1944 je bil Jodl poškodovan v Volčjem brlogu (nemško: Wolfsschanze), kjer so oficirji z bombno eksplozijo v sobi za sestanke poiskušali izvesti atentat na Hitlerja. Zaradi tega je Jodl prejel posebno značko poleg številnih drugih ranjenih vodilnih nacističnih osebnosti.
Ob koncu druge svetovne vojne v Evropi je Jodl podpisal listino o brezpogojni predaji 7. maja 1945 v Reimsu kot predstavnik Karla Dönitza.

## Jodl na Nürnberških procesih
Jodla so po vojni aretirali in ga prepeljali v tabor za vojne ujetnike Flensburg in kasneje dali pred Mednarodno vojaško sodišče - nürnberški procesi.
Jodl je bil obtožen zarote za kazniva dejanja zoper miru; načrtovanja, uvajanja in izvajanja vojne agresije; vojnih zločinov in zločinov proti človeštvu.
Oktobra 1946 je bil spoznan za krivega na vseh štirih točkah in bil obsojen na smrt z obešanjem, čeprav je prosil sodišče, naj ga dajo v skladu z vojaškimi tradicijami ustreliti. Jodlove zadnje besede so bile: »Ich grüße dich, mein ewiges Deutschland« - »Pozdravljam te, moja večna Nemčija«. Njegove posmrtne ostanke so upepelili v Münchnu, skupaj z ostalimi obešenimi obtoženci.

## Napredovanja
- Fähnrich (10. julij 1910)
- poročnik (28. oktober 1912)
- nadporočnik (14. januar 1916)
- Rittmeister (28. september 1921)
- major (1. februar 1931)
- podpolkovnik (1. oktober 1933)
- polkovnik (1. avgust 1935)
- generalmajor (1. april 1939)
- generalporočnik (19. julij 1940)
- general artilerije (19. julij 1940)
- generalpolkovnik (30. januar 1944)

## Odlikovanja
- viteški križ železnega križa (7. maj 1945)
- viteški križ železnega križa s hrastovimi listi (865.; 7. maj 1945)
- 1914 železni križec I. razreda (3. maj 1918)
- 1914 železni križec II. razreda (20. november 1914)
- Kgl. Bayer. Prinz-Regent-Luitpold Jubiläums-Medaille
- Kgl. Bayer. Militär-Verdienstorden IV. Klasse mit Schwertern
- k.u.k. Österr. Militär-Verdienstkreuz III. Klasse mit der Kriegsdekoration
- Verwundetenabzeichen, 1918, in Schwarz
- Deutsches Reichssportabzeichen
- Ehrenkreuz für Frontkämpfer
- Wehrmacht-Dienstauszeichnung IV. bis I. Klasse
- Medaille zur Erinnerung an den 13.03.1938
- Medaille zur Erinnerung an den 01.10.1938
- Spange zum EK I (23. december 1939)
- Spange zum EK II (30. september 1939)
- Finn. Freiheitskreuz I. Klasse mit Stern und Schwertern (25. marec 1942)
- Goldenes Ehrenzeichen der NSDAP (30. januar 1943)
- Kgl. Rumän. Orden »Michael der Tapfere« III. Klasse (23. december 1943)
- Kgl. Rumän. Orden »Michael der Tapfere« II. Klasse (23. december 1943)
- Verwundetenabzeichen (20.07.1944) in Schwarz